# Gregorio I di Napoli
Gregorio I di Napoli l'Ipato (fl. VIII secolo) fu duca di Napoli dal 740 al 755. Fu l'ultimo dei duchi di Napoli soggetti a Bisanzio